# Anne Brontë
Anne Brontë (Thornton, 17 gennaio 1820 – Scarborough, 28 maggio 1849) è stata una scrittrice britannica dell'età vittoriana, sorella minore delle più celebri Charlotte Brontë ed Emily Brontë.

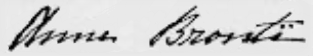
Firma di Anne Brontë

La sua opera più nota è La signora di Wildfell Hall, considerata da molti il primo romanzo femminista.

## Biografia
Anne Brontë nacque nel villaggio di Thornton, nello Yorkshire, Inghilterra, ultima di sei figli. Sua madre, Maria Branwell Brontë, morì quando Anne aveva appena un anno, il 15 settembre 1821, e la famiglia si trasferì così ad Haworth, dove il padre era vicario.
Preoccupato di trovare per la sua numerosa prole una nuova madre che li accudisse ed educasse, cercò nei successivi due anni una nuova moglie, senza però avere successo. Tentò allora una nuova soluzione, scegliendo una buona istituzione scolastica che fosse in grado di dare loro almeno una educazione adeguata. Fu così che mandò i suoi figli prima alla Crofton Hall e poi al Clergy Daughter's School.
Le quattro sorelle, Maria, Elizabeth, Charlotte ed Emily, furono mandate in questi istituti, che frequentarono dal novembre 1824 al maggio 1825, quando Maria morì, seguita il mese successivo da Elisabeth: le due sorelle sopravvissute, Charlotte ed Emily, furono riportate nella casa paterna.
Mentre le quattro sorelle erano in istituto, Anne venne educata in famiglia, dove imparò la musica e il disegno. Più tardi, tuttavia, il suo percorso formativo continuò prima in una scuola pubblica, la Roe Head School, e successivamente, dopo il 1835, sotto l'egida di sua sorella Charlotte, divenuta nel frattempo un'insegnante.
Dal 1840 fino al 1845, Anne lavorò come istitutrice e governante dei figli minori della benestante famiglia Robinson presso Thorpe Green, vicino a York.  
Nel 1843, Anne si adoperò presso la famiglia Robinson per far assumere il proprio fratello Branwell, in qualità di precettore per il figlio maggiore della coppia. Branwell all’epoca era disoccupato essendo stato licenziato dalla compagnia ferroviaria per cui lavorava a seguito di ammanchi di cassa e, dopo la morte della zia Elizabeth, stava rapidamente sprofondando nel baratro dell’alcolismo.
Due anni dopo, nel 1845, fratello e sorella vennero licenziati in tronco per vicende all’epoca non completamente chiarite. È molto probabile che, come diverse lettere private di Branwell fanno intendere, il giovane, all’epoca ventottenne, avesse intrecciato una relazione adulterina con la signora Robinson, di dieci anni più vecchia di lui. A tal proposito, Branwell scriveva che “la padrona è DANNATAMENTE troppo affezionata a me” e che la cameriera personale della signora lo avrebbe “visto fare abbastanza da finire impiccato”.
Un appunto di diario scritto da Anne in occasione del successivo compleanno della sorella Emily allude a “spiacevoli esperienze sulla natura umana” avute a Thorpe Green e alle sofferenze che la situazione ha causato al fratello. 
Le due sorelle di Anne, Charlotte ed Emily, furono esse pure autrici e poetesse: insieme costituirono il trio delle sorelle Brontë. Assieme a loro, Anne pubblicò le sue poesie; per quest'opera le tre sorelle utilizzarono i rispettivi pseudonimi, per paura dei pregiudizi del tempo nei confronti delle donne, nonostante ciò la raccolta di poesie ottenne ugualmente scarso successo, furono vendute infatti solo due copie.
Nel 1847 l'uscita di Agnes Grey di Anne Brontë, che già non godeva di molto successo, venne offuscata dal romanzo Wuthering Heights (Cime tempestose), scritto dalla sorella Emily e pubblicato lo stesso anno. Agnes Grey racconta di una governante che affronta diverse sfortune senza però perdere i suoi principi morali e mostra al contempo le difficoltà incontrate dalle donne della classe media che intraprendono l'unica professione che doni loro rispettabilità.
Il secondo romanzo di Anne Brontë, La signora di Wildfell Hall (titolo originale in inglese: The Tenant of Wildfell Hall) è molto più intenso: la storia è quella di Helen Graham che fugge da un matrimonio infelice, argomento sbagliatissimo secondo Charlotte, che è l'agente letterario di Anne. Questo atteggiamento fu forse dovuto alla volontà di proteggere la sorella, ma più probabilmente era legato al fatto che il personaggio "cattivo" è basato sulla figura del loro fratello ribelle. Le accurate descrizioni della brutalità e dell'alcolismo e il linguaggio deplorevole utilizzato non vennero apprezzati dalla critica e dalla società vittoriana. Oggi giorno l'opera è considerata come il primo romanzo femminista e in molti vedono l'influenza di Mary Wollstonecraft sul suo lavoro.
Anne morì appena pochi giorni dopo essere giunta in un ricovero sulla costa di Scarborough - località nella quale aveva ambientato i suoi romanzi - dove avrebbe dovuto curare la forma di tubercolosi che l'affliggeva, malattia che tra l'altro aveva colpito anche le sorelle. Anne fu sepolta al Saint Mary's Churchyard.

## Opere
- Agnes Grey (1847)
- La signora di Wildfell Hall (1848)

## Traduzioni
- Per le traduzioni di Agnes Grey si veda la pagina dedicata
- Per le traduzioni di La signora di Wildfell Hall si veda la pagina dedicata
- Charlotte, Emily, Anne Brontë, Un così forte desiderio di ali, traduzione di Franca Gollini, Tufani, Ferrara, 1997. Selezione di carteggio epistole tra le sorelle Brontë.
- Anne, Charlotte, Emily Brontë, Poesie, a cura di Silvio Raffo, Milano, Mondadori, 2004.